# Meilleurs Vœux de Cordelia
Meilleurs Vœux de Cordelia est le 9e épisode de la saison 3 de la série télévisée Buffy contre les vampires.

## Résumé
Cordelia s'est remise de sa blessure et revient au lycée où elle espère retrouver sa place dans le groupe de ses anciennes amies. Au contraire, celles-ci ne perdent pas une occasion de se moquer de sa mésaventure. Elle fait ensuite la connaissance d'Anya, une nouvelle camarade, à qui elle confie qu'elle aurait souhaité que Buffy ne soit jamais venue à Sunnydale. Celle-ci se révèle être un démon vengeur qui exauce les vœux des femmes bafouées. Elle est projetée dans une dimension parallèle, se retrouve au même endroit et retombe sur ses anciennes amies qui ont repris l'habitude de lui lécher les bottes. Mais elle se rend compte rapidement que quelque chose cloche, car le lycée est dépeuplé et elle apprend qu'Alex et Willow sont morts. En rentrant chez elle, elle est attaquée par ce derniers qui sont devenus vampires. Elle parvient à survivre, car Giles, Oz et deux autres élèves parviennent à les éloigner. 
Plus tard, Cordelia explique à Giles son vœu et lui demande pourquoi Buffy n'est pas là, alors qu'il est son observateur. Alex et Willow, envoyés par le Maître, font irruption dans la bibliothèque, enferment le bibliothécaire et la tuent en la mordant. En faisant des recherches, Giles trouve qu'Anyanka est le démon responsable de ce monde apocalyptique. Il parvient aussi à faire venir Buffy qui vit à Cleveland et est semblable à Faith dans son comportement. La Tueuse se met en chasse du Maître en compagnie d'Angel qui était enfermé et torturé par Willow. La Tueuse et le vampire retrouvent la trace du Maître dans un entrepôt, où il prévoit de tuer un grand nombre de personnes. Le combat s'engage entre Buffy, Angel et les vampires. Les humains parviennent à s'échapper et aident la Tueuse. Oz tue Willow, Alex tue Angel, Buffy tue Alex puis se fait tuer par le Maître, à l'instant même où Giles parvient à détruire le médaillon d'Anya. Le monde retrouve alors son aspect normal et Anya se retrouve incapable d'exaucer les vœux.

## Statut particulier de l'épisode
Joss Whedon classe cet épisode à la 6e place de ses épisodes favoris de la série, le qualifiant de « très sombre et très amusant » à la fois. La rédaction d'Entertainment Weekly le classe à la 19e place des meilleurs épisodes des séries de Whedon, avec en commentaire : « Buffy rencontre La Quatrième Dimension avec une pincée de Psychose. Impressionnant ». Daniel Erenberg, de Slayage, le classe à la 9e place des meilleurs épisodes de la série, estimant que tous les personnages de l'univers parallèle sont parfaitement à leur place et se félicitant de la première apparition du « merveilleux personnage d'Anya ». Lors d'un sondage organisé en 2012 par la chaîne Syfy, les téléspectateurs l'ont classé à la 7e place des meilleurs épisodes de la série.
Noel Murray, du site The A.V. Club, évoque un épisode « malin et souvent palpitant », même si on se doute que les choses vont rapidement revenir à la normale, et se réjouit que le personnage de Cordelia soit plus mis en avant. Les rédacteurs de la BBC estiment que cet épisode « respecte la tradition d'excellence » de l'histoire d'univers parallèle dans les séries télévisées de fantastique ou de science-fiction, donnant ainsi aux acteurs « une occasion en or d'apporter une nouvelle dimension à leurs personnages ». Pour Mikelangelo Marinaro, du site Critically Touched, qui lui donne la note maximale de A+, l'épisode est « parfait » avec son monde parallèle « extrêmement intéressant, divertissant et sombre » à la fois, ses « aperçus subtils de l'avenir des personnages » et son combat final « qui fait froid dans le dos ».

## Analyse
L'épisode inclut entre autres une satire du progrès, notamment à travers la production en série, et fait référence au roman Le Meilleur des mondes, lequel comporte des thèmes similaires. Il aborde par ailleurs un trait de personnalité de Willow refoulé mais affleurant parfois à la surface, son penchant pour le sadomasochisme.

## Distribution

### Acteurs crédités au générique
- Sarah Michelle Gellar : Buffy Summers
- Nicholas Brendon : Alexander Harris
- Alyson Hannigan : Willow Rosenberg
- Charisma Carpenter : Cordelia Chase
- David Boreanaz : Angel
- Seth Green : Oz
- Anthony Stewart Head : Rupert Giles

### Acteurs crédités en début d'épisode
- Mark Metcalf : Le Maître
- Emma Caulfield : Anya Jenkins
- Larry Bagby : Larry Blaisdell
- Mercedes McNab : Harmony Kendall

### Acteurs crédités en fin d'épisode
- Danny Strong : Jonathan Levinson
- Nathan Anderson : John Lee
- Mariah O'Brien : Nancy

## Musique
- The Spies - Tired Of Being Alone
- Music House - Get Out Of My Way
- Plastic - Dedicated To Pain
- Gingersol - Never Noticed